# كارول بيرنت
كارول كريتون بيرنت (بالإنجليزية: Carol Burnett) (وُلدت في 26 أبريل 1933) ممثلة كوميدية أمريكية، ومغنية، وكاتبة، تمتد مهنتها في التلفزيون لسبعة عقود. اشتهرت كارول بعرضها الكوميدي المتنوع ذا كارول بيرنت شو الذي بُث على شبكة سي بي إس أساسًا. كانت كارول أول امرأة تستضيفها هذه الشبكة. وحققت نجاحًا واسعًا في المسرح والتلفزيون والسينما بعدة أدوار درامية وكوميدية. ظهرت أيضًا في عدة برامج حوارية وضيفةً في برامج الألعاب.
وُلدت بيرنت في سان أنطونيو، تكساس، وانتقلت إلى هوليوود مع جدتها، حيث التحقت بمدرسة هوليوود الثانوية ودرست أخيرًا المسرح والكوميديا والموسيقى في جامعة كاليفورنيا، لوس أنجلوس. بعد ذلك، غنت كارول في النوادي الليلية في نيويورك وحققت نجاحًا واسعًا في برودواي في عام 1959 في مسرحية ذات مرة على فراش، التي تلقت عنها ترشيحًا لجائزة توني. سرعان ما ظهرت على التلفزيون لأول مرة، إذ ظهرت بانتظام في برنامج ذا غاري موور شو لمدة ثلاث سنوات، وفازت بجائزة الإيمي للمرة الأولى في عام 1962. حصلت بيرنت على أول عمل تلفزيوني خاص بها في عام 1963 حين أدت دور البطولة بشخصية الكارثة جين في مسرحية الكارثة جين من إنتاج دالاس ستايت فير ميوزيكالس على شبكة سي بي إس. انتقلت بيرنت إلى لوس أنجلوس وكاليفورنيا وبدأت بالعمل لمدة أحد عشر عامًا في ذا كارول بيرنت شو على تلفزيون سي بي إس منذ عام 1967 وحتى عام 1978. بفضل جذورها في نوع الفودفيل، تنوع عرض برنامجها ليشمل المشاهد القصيرة مع الأغاني والرقص. تضمنت المشاهد القصيرة محاكاة ساخرة للأفلام والشخصيات. اختلقت بيرنت العديد من الشخصيات التي لا يمكن نسيانها خلال فترة عرض البرنامج، وفازت هي والبرنامج كلاهما بالعديد من جوائز الإيمي وغولدن غلوب.
في أثناء برنامجها المتنوع وما بعده، ظهرت بيرنت في العديد من العروض التلفزيونية والأفلام. تشمل أدوارها السينمائية بيت ‘إن’ تيلي (1972)، وذا فرونت بيج (1974)، وذا فور سيزنس (1981)، وأني (1982)، ونويزس أوف (1992)، وهورتون هيرز أ هو! (هورتون يسمع هووو!) (2008). على التلفاز، ظهرت في برامج أخرى؛ وبأدوار درامية في 6 رمس ريف فو (1974) وفريندلي فاير (1979)؛ وبأدوار معتبرة بصفتها ضيفةً، كدورها في ماد أباوت يو، الذي فازت بجائزة الإيمي عنه؛ وفي العروض الخاصة مع جولي آندروز، ودوللي بارتون، وبيفرلي سيلز، وآخرين. عادت إلى مسرح برودواي في عام 1995 في مسرحية القمر فوق الجاموس، التي رُشِّحت عنها مجددًا لجائزة توني.
كتبت بيرنت وروَت العديد من المذكرات، ونالت ترشيحات لجائزة الغرامي عن جميع مذكراتها تقريبًا، وفوزًا واحدًا عن مذكرة في مثل هذه الشركة الجيدة: أحد عشر عامًا من الضحك، والفوضى، والمرح في الساندبوكس.
في عام 2005، اعتُرف بها بصفتها «واحدة من أهم الفنانين أمريكا»، ومُنحت على وسام الحرية الرئاسي «لتحسينها حياة الملايين من الأمريكيين ولمساهماتها الاستثنائية في الترفيه الأمريكي». في عام 2013، مُنحت بيرنت جائزة مارك توين للفكاهة الأمريكية في مركز جون إف. كينيدي للفنون المسرحية. في عام 2019، أنشأت الغولدن غلوب جائزةً للإنجاز المهني في مجال التلفزيون أطلقت عليها جائزة كارول بيرنت تيمنًا بها، ومُنحت بيرنت أول واحدة من هذه الجوائز.

## نشأتها
وُلدت بيرنت في سان أنطونيو، تكساس، في 26 أبريل عام 1933، ابنةً لإينا لويز (كريتون قبل الزواج)، وهي كاتبة دعايات لاستديوهات الأفلام، وجوزيف توماس بيرنت، وهو مدير دار سينما. كان جداها من جهة الأم وليام روفوس كريتون (1878-1951) ومابيل يودورا «ماي» جونز (1885-1967). كان والدا بيرنت كلاهما مدمنَين على الكحول، وتُركت مع جدتها في سن مبكرة. انفصل والداها في أواخر ثلاثينيات القرن العشرين، ثم انتقلت أمها إلى هوليوود، بينما انتقلت بيرنت وجدتها إلى شقة مكونة من غرفة واحدة بالقرب من مكان سكن والدتها في منطقة فقيرة في هوليوود، كاليفورنيا. وهناك، أقاموا في نُزل مع كريسي أخت بيرنت غير الشقيقة.
حين كانت بيرنت في الصف الثاني، ابتكرت لنفسها أختًا توأمًا خيالية سمّتها كارين، تملك غمازات تشبه غمازات شيرلي تيمبل. أشارت لاحقًا، متحفزة إلى المزيد من التظاهر، إلى أنها «خدعت النزلاء الآخرين في المسكن الذي كنا نعيش فيه عن طريق تبديل الملابس بشكل مسعور والفرار من المنزل عبر مخرج الحرائق والباب الأمامي. بعد ذلك، أصبحت منهكة واختفت كارين بشكل غامض». حين كانت بيرنت في سن التاسعة من عمرها، علمت نفسها كيفية القيام بـ«صرخة طرزان» التي أدركت بعد سنين أنها كانت تمرينًا صوتيًا جيدًا، وأصبحت من مفضلات الجماهير والمعجبين. كانت تجارب بيرنت الأولى في الغناء مع عائلتها. كانت جدتها موسيقية محترفة تستطيع العزف على البيانو (مع أنهم لم يكن لديهم بيانو في ذلك الوقت)، وكانت والدتها تعزف على القيثارة، ولهذا السبب، كانوا أحيانًا يغنون أغاني شعبية معًا على طاولة المطبخ. كثيرًا ما كانت جدتها تأخذها هي وأختها إلى السينما، وتجلب من المسرح بضع لفات من أوراق المرحاض إلى المنزل. بعد سنوات، أثرت الأفلام التي شاهدتها كارول في شبابها في محتوى المشاهد القصيرة في ذا كارول بيرنت شو.
عملت لفترة في مسرح وارنر براذرز (مسرح هوليوود باسيفيك حاليًا). عندما عُرض فيلم ألفريد هيتشكوك سترينجرز أون أ ترين (1951) في السينما، وبعد أن شاهدت الفيلم واستمتعت به، نصحت كارول اثنين من الزبائن وصلا متأخرين خلال الدقائق الخمس الأخيرة من العرض بانتظار بداية العرض التالي لتجنب إفساد النهاية، ولكنهما أصرّا على الجلوس. لاحظ المدير أن بيرنت لم تسمح للزوجين بالدخول فطردها، وجردها من الكتفيتين الموجودتين على زيها الرسمي في الحال. بعد سنوات في أواخر سبعينيات القرن العشرين، حققت بيرنت نجومية كبيرة في التلفزيون، وحين عرضت عليها غرفة تجارة هوليوود نجمةً في ممشى المشاهير في هوليوود، سألوها أين تريدها أن تكون. أجابت: «أمام موقع مسرح وارنر براذرز القديم مباشرة، في هوليوود وويلكوكس»، وهو المكان التي وُضعت فيه بالفعل، في 6439 شارع هوليوود.

بعد تخرجها في مدرسة هوليوود الثانوية في عام 1951، تلقت ظرفًا من مجهول يحتوي على 50 دولارًا لمدة سنة دراسية كاملة في جامعة كاليفورنيا، لوس أنجلوس، حيث خططت في بادئ الأمر لدراسة الصحافة. خلال السنة الأولى في الجامعة، حولت تركيزها إلى دراسة فنون المسرح واللغة الإنجليزية لكي تصبح كاتبة مسرحية. اكتشفت أنه كان يجب عليها أن تاخذ دورات في التمثيل بغرض الدخول في برنامج الكتابة المسرحية؛ «لم أكن مستعدة حقًا للتمثيل ولكن لم يكن لدي خيار آخر». اتبعت بيرنت دافعًا مفاجئًا في أدائها الأول؛ «لا تسألني عن السبب، ولكني عندما وقفنا أمام الجمهور، قررت أن أمدّ جميع كلماتي، وكانت العبارة الأولى «لقد عدددددت!»». حركتها ردود فعل الجمهور بشدة:
لقد ضحكوا وكان ذلك شعورًا جميلًا. وفجأةً، وبعد الكثير من البرودة والفراغ في حياتي، أحسست بكل ذلك الدفء يغمرني. لطالما كنت فتاة هادئة خجولة حزينة، ولكن بعد ذلك تغير كل شيء بالنسبة لي. تفني بقية حياتك على أمل أن تسمع ضحكة رائعة مرة أخرى.
خلال هذه الفترة، ظهرت بيرنت في العديد من الإنتاجات الجامعية، وحصلت على التكريم لقدراتها الكوميدية والموسيقية. رفضت والدتها طموحها التمثيلي:
كانت تريدني أن أصبح كاتبة. وقالت لي إنه يمكنني أن أكتب دائمًا، بغض النظر عما أبدو عليه. عندما كنت في طور النمو، أمرتني أن أكون سيدة صغيرة، وتلقيت ضربة في عدة مرات لأني كنت أصالب عينيّ أو أظهر تعابير مضحكة على وجهي. بالتأكيد، لم تكن تحلم، بل ولم أكن أحلم، بأنني سأتمكن من التمثيل على الإطلاق.
ردّت بيرنت الصغيرة، التي لطالما كانت غير واثقة في مظهرها، بعد عدة سنوات على نصيحة والدتها «يمكنك أن تكتبي دائمًا، بغض النظر عما تبدين عليه» بقولها «يا إلهي، هذا مؤلم» في مذكراتها مرة واحدة بعد (1986). خلال سنتها الأولى في جامعة كاليفورنيا، لوس أنجلوس. في عام 1954، دعاها أحد الأساتذة مع طلاب آخرين للتمثيل في حفلة أخرى بدلًا من حفلة نهاية الفصل التي أُلغيت (والتي تطلبت أداءً أمام الجمهور). بعد ذلك، اقترب رجل ما وزوجته من كارول عندما كانت تحشو البسكويت في حقيبتها لتأخذه إلى جدتها. بدلًا من توبيخها، أثنى عليها الرجل وسألها عن خططها المستقبلية. عندما علم أنها تتمنى السفر إلى نيويورك لتجرب حظها في الكوميديا الموسيقية ولكنها لا تستطيع تحمل نفقات هذه الرحلة، عرض عليها قرضًا مقداره 1,000 دولار دون فوائد. كانت شروطه بسيطة: أن تسدد القرض في غضون خمس سنوات، وألا يُكشف عن اسمه على الإطلاق، وأن تساعد الموهوبين الطموحين الآخرين لتحقيق أحلامهم الفنية إن حققت النجاح. أخذت بيرنت عرضه على محمل الجد؛ تركت الكلية هي وصديقتها وانتقلتا إلى نيويورك لمتابعة مهنة التمثيل. في تلك السنة، تُوفي والدها لأسباب متعلقة بإدمانه على الكحول.

## مسيرتها المهنية

### خمسينيات القرن العشرين: بداية مسيرتها المهنية
بعد أن أمضت عامها الأول في نيويورك تعمل في غرفة القبعات وفشلها في الحصول على وظيفة التمثيل، قدّمت بيرنت، إلى جانب فتيات أخريات كنّ يعشن في نادي البروفة (ريهرسل كلوب)، وهو دار داخلي للنساء اللاتي يعملن على ممارسة مهنة التمثيل بجدية، عرضَ ذا ريهرسل كلوب ريفو (عرض نادي البروفة الساخر) في 3 مارس عام 1955. أرسلن دعوات بريدية إلى العميلات، اللواتي ظهرن مع نجمات مثل سيلست هولم ومارلينه ديتريش، الأمر الذي فتح أبواب التمثيل للعديد من الفتيات. لعبت بيرنت دورًا ثانويًا في برنامج ذا بول ونشل آند جيري ماهوني شو في عام 1955. لعبت دور الصديقة لدمية المتكلم البطني في برنامج الأطفال الشهير. أدّى بها هذا الدور إلى دور البطولة أمام بادي هاكيت في مسلسل كوميديا الموقف القصير ستانلي (1956-1957).[بحاجة لمصدر]
وجدت بيرنت نفسها بعد ستانلي عاطلة عن العمل لفترة وجيزة. عادت عودتها أخيرًا بعد عدة أشهر بصفتها مؤدية ذات شهرة واسعة في دائرة نيويورك للكباريهات والنوادي الليلية، وكان أبرز عروضها مشهد المحاكاة الساخرة الناجحة بعنوان «آي ميد أ فول أوف ماي سيلف أوفر جون فوستر دالاس» (الذي كان وزير الخارجية آنذاك). في عام 1957، أدت هذا المشهد في كلا البرنامجين ذا تونايت شو، الذي قدمه جاك بار، وذي إد سوليفان شو. سُئل دالاس عنها في برنامج ميت ذا برس (قابل الصحافة) وقال مازحًا: «لا أتحدث عن الأمور العاطفية على العلن إطلاقًا».

## وصلات خارجية
- كارول بيرنت على موقع IMDb (الإنجليزية)
- كارول بيرنت على موقع الموسوعة البريطانية (الإنجليزية)
- كارول بيرنت على موقع روتن توميتوز (الإنجليزية)
- كارول بيرنت على موقع ألو سيني (الفرنسية)
- كارول بيرنت على موقع ميوزك برينز (الإنجليزية)
- كارول بيرنت على موقع تيرنر كلاسيك موفيز (الإنجليزية)
- كارول بيرنت على موقع أول موفي (الإنجليزية)
- كارول بيرنت على موقع قاعدة بيانات برودواي على الإنترنت (الإنجليزية)
- كارول بيرنت على موقع قاعدة بيانات الأفلام السويدية (السويدية)
- كارول بيرنت على موقع إن إن دي بي (الإنجليزية)
- The Carol Burnett Show
- Interview by تيري غروس
- Carol Burnett news on Topix.net
- قالب:Emmytvlegends name
- John Foster Dulles song
- Once Upon A Mattress debut sketch
- Carol Burnett, The Ed Sullivan Show
- Carol Burnett at Emmys.com
- Carol Burnett Video produced by Makers: Women Who Make America